# Culture torréenne
La culture torréenne est une culture préhistorique qui s'est développée au cours de la seconde moitié du IIe millénaire av. J.-C. principalement dans la région située au sud d'Ajaccio, en Corse. L'élément caractéristique de cette culture est la « torra ». La culture torréenne est apparentée avec la culture nuragique qui s'est développée dans le nord-est de la Sardaigne.

## Les torre
L'élément caractéristique de cette culture est la tour, « torra » (pluriel : « torre »), d'où elle tire son nom de culture torréenne. Les deux premières « torre » identifiées à la fin des années 1950 sont celles de Foce et Balestra, fouillées par Roger Grosjean. Grosjean fouille jusqu'au milieu des années 1970 les principaux sites de ce type (Filitosa, Araghju, Cucuruzzu, Torre, Tappa, Brischiccia, Ceccia, Alo-Bisughjè) ce qui le conduit à développer sa « théorie des Shardanes ». Cette théorie est progressivement abandonnée à la suite des travaux de terrain et de synthèse de Gabriel Camps, Joseph Cesari et François de Lanfranchi.

Répartition géographique des torre en Corse.

### Répartition géographique
On ne connaît aucun monument de ce type dans le nord de l'île : les torre sont toutes localisées au sud-ouest d'une ligne reliant les golfes de Sagone et de San Ciprianu, au sud d'Ajaccio, soit 52 torre avérées dont 5 monuments incertains (Evini, Petra Pinzura, Guanfutru, Milaonu, San Pancraziu). Cette proximité géographique avec la Sardaigne en traduit peut-être l'origine architecturale et fonctionnelle.
Les torre ont systématiquement été édifiées sur une élévation rocheuse dominant une plaine alluviale, plus rarement un plateau (Cucuruzzu), à proximité de secteurs de confluence fluviale (Mortetu, Furcina, Alo-Bisughjè), d'étangs péri-littoraux (I Calanchi-Sapar'Alta, Salvaticu, Bruschiccia, Castiglione) ou sur des ruptures de pente ouvrant sur de vastes panoramas (Tusiu, Araghju). D'une manière générale, ces secteurs comportent de vastes espaces cultivables.

### Architecture et fonction
Les torre sont des tours tronconiques entièrement construites en pierres sèches avec des blocs de calibre moyen à gros mais des traces d'argile locale ont toutefois été retrouvées à l'intérieur des murs à double parement. Elles ont été édifiées sur des affleurements ou des chaos rocheux naturels, qui ont vraisemblablement servi de carrières, dont elles intègrent le relief naturel avec parfois quelques aménagements pour en garantir la planéité (Pozzone, Tusiu). Le parement externe est généralement soigné, voire parfaitement régulier (Torre), et il inclut des blocs très volumineux de type cyclopéen (Castello di Furcina). La "torra" comporte une porte de forme trapézoïdale, côté sud-est, probablement pour se protéger des vents dominants. Elle est surmontée d'un linteau monolithe sur lequel repose un triangle de décharge.

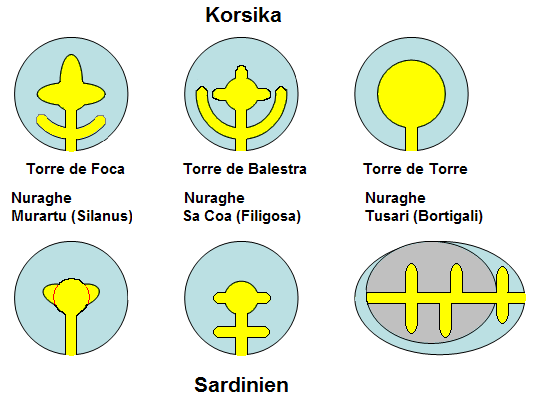
Plans de torre et de nuraghes (comparaison).

Le rez-de-chaussée de la torra comprend, au centre, une chambre sub-circulaire (sauf à Torre ou elle est remplacée par un  couloir). La torra de Curuzzu est la seule à avoir conservé son mode de couverture, au cas particulier une voûte en encorbellement, mais les vestiges archéologiques laissent supposer que le recouvrement par des dalles (Torre) ou par un plafond de bois (Contorba, Calzola) était aussi pratiqué. La chambre est précédée d'un vestibule cruciforme qui assure la distribution dans la tour : la partie la plus longue relie la chambre à l'extérieur et la partie la plus courte relie une petite niche à l'escalier qui dessert la chambre supérieure ou la plate-forme terminale. L'escalier est généralement situé à gauche en entrant. Il est aménagé dans l'épaisseur des murs ce qui implique que sa prise en compte intervient dès le début de la construction. L'escalier, ou la rampe, s'étire en colimaçon autour de la voûte de la chambre inférieure sur un demi-tour et permet d’accéder à l'étage supérieur. L’escalier tient un rôle central dans l'usage de la tour mais aussi dans sa construction car il fait office de contrefort pour la voûte en repoussant sa poussée vers les murs externes. Aucun monument n'ayant été découvert intact, on ignore les hauteurs d'origine des torre mais on estime qu'elles devaient être inférieures à celle des nuraghi sardes et ne pas dépasser 3 à 4 m au maximum. Le sommet de la torra devait probablement correspondre à une plate-forme à balustrade supportée par un genre de mâchicoulis (des corbeaux ont été retrouvés à Cuntorba et Tusiu) comme il en existe dans les nuraghes.
Le schéma général s'adapte aux contraintes locales et certains monuments se caractérisent par leur originalité, qui pourrait aussi résulter d'une évolution architecturale dans le temps. En tout état  de cause, les torre sont des monuments dont la construction a été soigneusement pensée avant le début des travaux. La torra est généralement protégée par une ou plusieurs enceintes en pierre sèche, localement appelées « castelli » (ou « casteddi »), qui délimitent un espace interne qui peut accueillir des habitations et abriter un cheptel.
La stratégie d'implantation des torre, systématiquement au point culminant d'un chaos rocheux, et leur architecture (basse massive, forme circulaire) plaident pour un rôle défensif bien que leur relative exiguïté ne puisse leur permettre de jouer le rôle d'ultime refuge. Les fouilles ont mis en évidence la présence récurrente d'un foyer dans la chambre centrale (Filitosa, Alo-Bisughjè, Pozzone, Cuntorba, Tusiu…) et dans certains cas l'existence d'un important volume de cendres indique qu'on y entretenait un feu très régulier. Le mobilier archéologique découvert correspond essentiellement à un mobilier domestique ( outils de meunerie, grandes jarres destinées à conserver des céréales ou des aliments non carnés). Tous ces éléments correspondent plutôt à une fonction de stockage des aliments, le monument aurait alors principalement servi de magasin tout en assurant par ailleurs une fonction complémentaire de vigie.

## La Déesse Mère

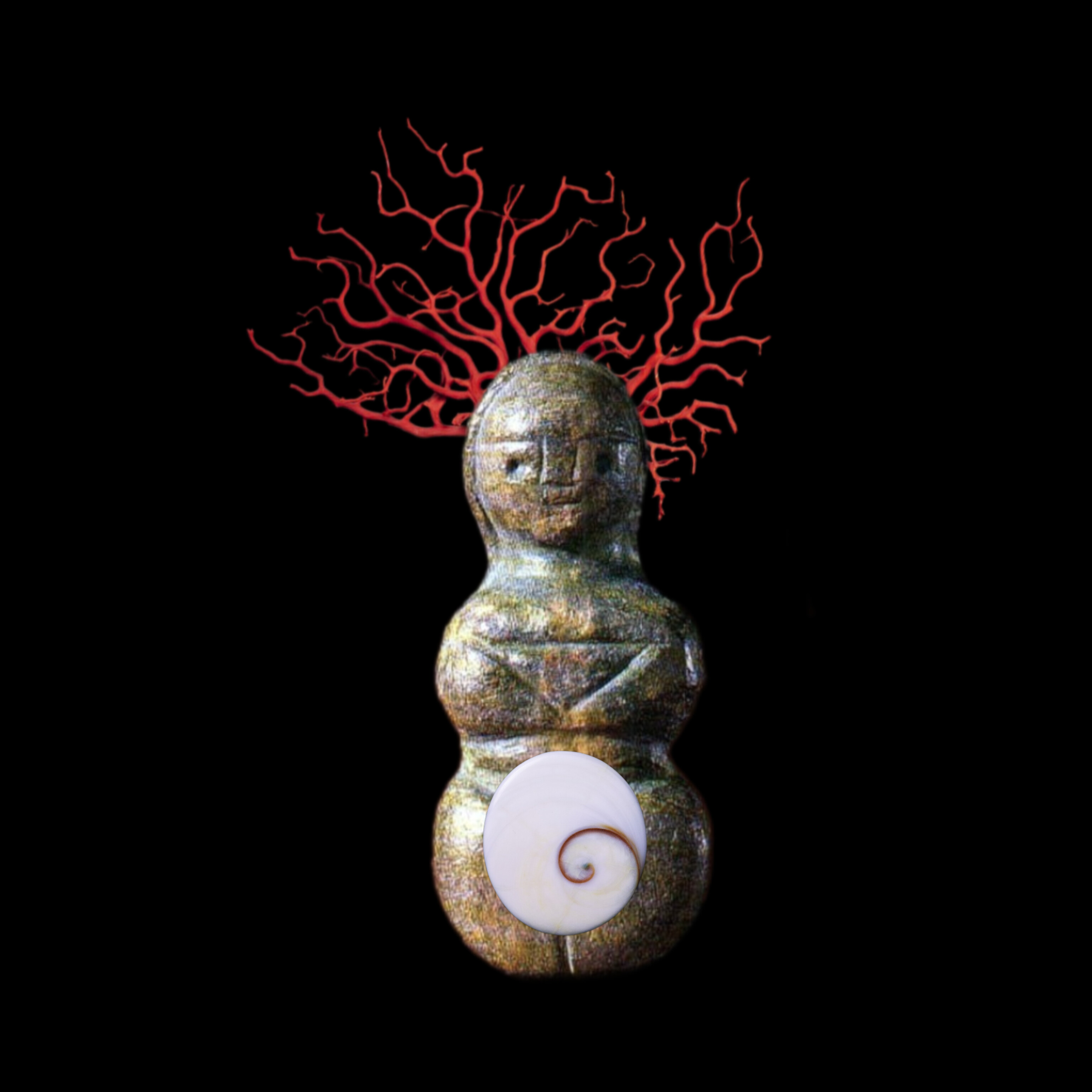
Statuette de la Déesse Mère corse de Campo Fiorello.

Le culte de la Déesse Mère (Dea Madre en corse) a laissé des traces en Corse, comme en témoigne cette statuette découverte à Campo Fiorello à Grossa, dans le sud de la Corse. Elle présente de remarquables similitudes avec les statuettes sardes.

## Chronologie et interprétations
Les plus anciennes constructions apparaissent vers la fin du IIIe millénaire av. J.-C. avec un apogée durant la première moitié du Bronze moyen, soit entre 1800 et 1400 av. J.-C, mais à partir de 1200 av. J.-C., les torre sont progressivement abandonnées ou détruites.
La culture torréenne résulte d'une évolution locale commencée depuis le Néolithique (Terrinien) avec des possibles influences de l'épi-campaniforme sarde et nord italique (culture de Bonnanaro, culture de Polada),,,.
L'économie était basée principalement sur l'agriculture, l'élevage, en particulier de bovins, chèvres et porcs, et la métallurgie. La société torréenne n'a pas été organisée selon un système politique complexe avec un pouvoir central fort, les villages de huttes au pied des « castelli » indiquent plutôt une organisation structurée autour de petites fortifications, qui dominaient des vallées, destinées à protéger des ressources agricoles, dans un contexte où les inégalités et les rivalités entre communautés insulaires se développent.